# Saint-Martin-Curton
Saint-Martin-Curton é uma comuna francesa na região administrativa da Nova Aquitânia, no departamento Lot-et-Garonne. Estende-se por uma área de 38,67 km². Em 2010 a comuna tinha 319 habitantes (densidade: 8,2 hab./km²).